# 佳麗村三姊妹
《瘋狂約會美麗都》（法語：Les Triplettes de Belleville），法语動畫電影，由法國動畫導演西拉維·休曼（Sylvain Chomet）執導，由法國、比利時、英國與加拿大共同合作。《佳麗村三姊妹》於2003年坎城影展首映，並曾經入圍奧斯卡最佳動畫片獎。

## 影響
導演Sylvain Chomet承認《佳麗村三姊妹》受到情景喜劇的影響，也參考了法國導演賈克·大地（Jacques Tati）的作品《Jour de fête》與《Monsieur Hulot's Holiday》。他將這些元素與默劇融合進這部電影的音效當中。
《佳麗村三姊妹》的音樂是受到1920年代當時的啟發，也受到約瑟芬·貝克、弗雷德·阿斯泰爾與強戈·海因哈特的影響。

## 評價
《佳麗村三姊妹》因為獨特的風格受到觀眾與電影評論家高度的讚賞，也是第一部入圍奧斯卡最佳動畫片獎PG-13級動畫。

## 獎項
- 入圍奧斯卡最佳動畫片獎與奧斯卡最佳原創音樂獎
- 獲得凱薩獎最佳電影音樂獎
- 獲得吉尼獎最佳影片獎
- 獲得BBC4世界電影獎

## 外部連結
- 互联网电影数据库（IMDb）上《佳麗村三姊妹》的资料（英文）
- AllMovie上《佳麗村三姊妹》的资料（英文）
- Box Office Mojo上《佳麗村三姊妹》的資料（英文）
- 爛番茄上《佳麗村三姊妹》的資料（英文）
- Metacritic上《佳麗村三姊妹》的資料（英文）